# Inte exakt likadant
Inte exakt likadant är ska-bandet Eskalators första album, utgivet 2002. En uppföljare släpptes senare ut som heter Rocksteady Bil.

## Låtlista
1. Al McPope är jagad
2. Var ligger Babylon?
3. Gröna linjen diskotek
4. Max hjälten
5. Rocksteady bil
6. Fel håll tåg
7. Ängby brinner
8. Skaproducenter
9. Band sökes
10. Ekvatorn
11. Kalle Teodor